# Franz Beyer (Medailleur)
Franz Beyer (* 26. Februar 1894 in Rudolstadt; † 2. November 1983 in Dresden) war ein deutscher Medailleur und Bildhauer.

## Leben
Beyer absolvierte von 1908 bis 1914 eine Lehre als Bildhauer und Modelleur und studierte bei Karl Groß an der Dresdner Kunstgewerbeschule, wobei er die Abendschule der Kunstgewerbeschule besuchte. Er diente als Soldat im Ersten Weltkrieg und geriet in Kriegsgefangenschaft, aus der er 1919 nach Dresden zurückkehrte. Hier war er von 1919 bis 1931 als Meister in einer Werkstatt für Kleinplastik tätig und arbeitete unter anderem als Elfenbeinschnitzer und Modelleur. Anschließend war er freischaffend als Bildhauer tätig. Es entstanden zahlreiche Künstlerplaketten und Medaillen sowie bildhauerische Arbeiten.
In der Zeit des Nationalsozialismus war Beyer obligatorisch Mitglied der Reichskammer der bildenden Künste. Er war 1941 und 1944 auf der Großen Deutschen Kunstausstellung in München vertreten. Dabei zeigte er 1941 die Stucco-Statuette „Alter Frontkämpfer als Landesschütze im Polenfeldzug“. Von 1939 bis 1945 war er kriegsdienstverpflichtet. Bei der Bombardierung Dresdens im Februar 1945 wurde Beyers Atelier und ein Teil seines künstlerischen Werkes zerstört. Nach 1945 war Beyer erneut freischaffend tätig; er arbeitete von 1945 bis 1965 zudem beim VEB Keradenta-Werk Radeberg (u. a. Herstellung von Keramikzähnen) als künstlerischer Berater.
Beyer schuf vor allem Kleinplastiken, darunter Grabmale, sowie Bildnismedaillen und -plaketten in Metall und auch Meißner Porzellan. Zu seinen Werken zählt eine Plakette von Carl Gustav Carus aus dem Jahr 1954, die als Mittelstück der Amtskette des Rektors der Medizinischen Akademie Dresden Verwendung fand. Die Plakette „Georgius Agricola“ aus dem Jahr 1955 diente als Mittelstück der Amtskette des Rektors der TH Karl-Marx-Stadt. Die Plakette „Johannes Melchor Dinglinger“ aus dem Jahr 1976 wurde als Ehrengeschenk der Gold- und Silberschmiede zu Dresden vergeben.

## Museen und öffentliche Sammlungen mit Werken Beyers (unvollständig)
- Dresden: Skulpturensammlung[5]
- Dresden: Kunstgewerbemuseum[5]
- Dresden: Museum für Sächsische Volkskunst[5]
- Dresden: Münzkabinett
- Leipzig: Museum der bildenden Künste

## Werke (Auswahl)
- 1931: Ilona; Bronzemedaille
- 1932: Meine Frau; Bronzemedaille
- 1932: Selbstbildnis; Bronzemedaille
- 1932: Bildnis der Eltern des Künstlers; Bronzemedaille
- 1936: Grabmal der Familie Reiche, Urnenhain Tolkewitz[6]
- 1942: Weiblicher Halbakt; Bronze, Museum der bildenden Künste Leipzig
- 1952: Erzgießer Richard Kressner; Medaille
- 1954: Plakette Carl Gustav Carus, Staatliche Kunstsammlungen Dresden
- 1955: Plakette Georgius Agricola, Staatliche Kunstsammlungen Dresden
- 1958: Plakette Albert Schweitzer (auf der Vierten Deutschen Kunstausstellung)
- 1967: Plakette Prof. Rudolf Mauersberger, Staatliche Kunstsammlungen Dresden
- 1975: Plakette Johannes Melchior Dinglinger
- 1976: Plakette Caspar David Friedrich, Staatliche Kunstsammlungen Dresden
- 1979: Plakette mit Selbstbildnis
- 1979: Plakette Albert Einstein
- 1981: Plakette „Ehrfurcht vor dem Leben“ (u. a. Albert Schweitzer)[7]

## Teilnahme an zentralen und regionalen Ausstellungen in der Sowjeti-schen Besatzungszone und der DDR
- 1948: Radeberg („Kunstausstellung Radeberg 1948“)
- 1958/1959 und 1987/1988: Dresden, Vierte Deutsche Kunstausstellung[8] und X. Kunstausstellung der DDR
- 1972 und 1979: Dresden, Bezirkskunstausstellungen
- 1985: Dresden, Albertinum („Bekenntnis und Verpflichtung“)